# ユジーン・ドゥーマン
ユジーン・H・ドゥーマン（Eugene Hoffman Dooman 、1890年3月25日 - 1969年2月2日）は、駐日アメリカ合衆国大使館の参事官で、第二次世界大戦前の二国間の重要な交渉の時期における人物。

## 背景
米国聖公会の宣教師である両親の元に大阪で生まれたため、ドゥーマンは母語として日本語を覚えた。彼の両親のアイザックとグレイスはイランのオルーミーイェの出身で、そこでの主要なキリスト教徒はアッシリア人である。アイザックがニューヨークの神学校（General Theological Seminary）での研修を終えると、1888年に二人は来日した。アイザックが母国のガージャール朝ペルシアに戻れないことが分かったためである。ドゥーマンは1903年に帰米しニューヨークのTrinity Schoolで学び、1911年にトリニティ・カレッジを卒業した。

## 業績
ドゥーマンは1921年に国務省に入省し、ロジャーズ法によって新設された外交局の最初期の職員であった。1923年秋に、任地の日本で知り合ったエドワード・H・ワトソン艦長の招待客として、米国の駆逐艦デルファイに乗船していた際に、ホンダポイント遭難事件で座礁事故も経験した。
ドゥーマンは、外交職務の大半を日本で過ごし、1931年から33年の二年間はロンドン、1933年から37年の五年間はワシントンD.C.で勤務した。ドゥーマンは1930年代後半における日本との決定的な交渉の時に、ジョセフ・グルー大使に次ぐ地位の大使館参事官で、度々グルーが不在時（一時帰国休暇を取った1939年を含め）の臨時代理大使としての役割を果たし、1941年の初め（2月14日）に米国大使館参事官として、大橋忠一外務次官に、フランクリン・ルーズベルトの最後通告を届けた。これは、日本がシンガポールを攻撃した場合、それは米国との戦争を意味するという警告であった。ドゥーマンは真珠湾攻撃の後、大使館の宿舎に拘束され、1942年に中立国スウェーデンの戦時交換船グリップスホルムで帰国した。
1945年にドゥーマンは大戦終結に向け、元上司のグルー国務長官代理と共に、ジェイムズ・クレメント・ダン国務次官補の特別補佐官として、日本の降伏を求める政策決定に関わった。ドゥーマンは、ポツダム宣言（1945年の原爆投下の前に出された警告）の起草者の一人である。
ドゥーマンは、日本に対する核兵器の使用に反対し、天皇制維持の強力な擁護者であった。ドゥーマンは、退職した戦後期には強力な反共主義者で、1957年にはウィリアム・ジェナー上院議員による赤狩りに参加し、共産主義者の疑いを懸けられたカナダの外交官で日本学者のハーバート・ノーマンと、アメリカの外交官のジョン・エマソン（後に駐日大使館で公使参事官となった）に対して、強硬な非難を行った。

## 晩年
日本国政府は1960年勲二等旭日重光章を贈って長年の功績に報いた。
1962年にコロンビア大学のオーラル・ヒストリー・プロジェクトの一環としてインタヴューを受けている。日本の占領に関する彼の回想は、歴史家にとって有用な資料である。その「ユジーン・ドゥーマン・アーカイヴス」は、スタンフォード大学のフーヴァー研究所で保管されている。
1969年の2月2日にコネティカット州のリッチフィールドで死去した。